# ユリウス・ネポス
フラウィウス・ユリウス・ネポス（Julius Nepos、Flavius Julius Nepos 430年 - 480年）は西暦5世紀のローマ皇帝、および帝位請求者。外戚関係にあるレオ朝出身の皇帝に加える場合もある。475年8月28日以降にダルマティアへ逃れてからは対立皇帝として西ローマ皇帝ロムルス・アウグストゥルスへの抵抗を続けた。ネポスはロムルス・アウグストゥルスの退位後も皇帝称号を使用しており、何人かの歴史家は東ローマ皇帝ゼノンなどの承認を得ていた点から、彼の帝位請求が正当であったと考えている。

## 出自

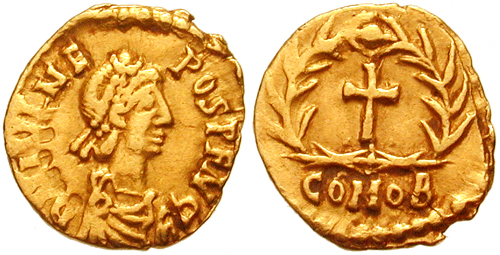
ユリウス・ネポスを彫ったトレミッシス金貨

広く受け入れられている説として、ローマ帝国の貴族（伯、コメス）であったネポティアヌスの息子フラウィウス・ユリウスとして生まれたと考えられている。後にネポティアヌスは皇帝から軍務長官の一人に指名され、461年から南ガリアやヒスパニアの帝国領に派遣、465年に任地で死没したと記録されている。母は父と同じ軍務長官としてダルマティア総督を務めるマルケリヌスの妹であったと伝えられている。
出自については歴史家ヨルダネスの記録以外には余り残っておらず、不明瞭な部分が多い事から異説も存在する。父ネポティアヌスが将軍であったのかどうかについても、別の同名人物と混同した可能性も指摘されている。叔父マルケリヌスについてはヨルダネス以外にも6世紀の歴史家マルケリヌス・コムスがネポスについて「総督マルケリヌスの甥で貴族出身」と記している。ヨルダネスも『ゲティカ』で「マルケリヌスの甥」と記録しているが、ヨルダネスが頻繁にコムスの記述を引用する点から単に書き写された可能性も考えられている。どうあれマルケリヌスの甥である事と、ローマ貴族の一員であった点については可能性が高いと考えられている。
叔父マルケリヌスの存在はネポスの台頭において重要であった。フラウィウス・アエティウスの配下として従軍し、皇帝ウァレンティニアヌス3世がアエティウスを暗殺した際に反乱を起こした将軍の一人であった。以来、マルケリヌスはダルマティア地方に強固な地方軍閥を作り上げ、テオドシウス朝断絶後も諸皇帝から独立した自治権を持つ存在としてダルマティアを承認させ、その総督として君臨していた。蛮族出身の軍務長官リキメルの専横に対して、アンテミウスから重臣として迎えられていた。468年、マルケリヌスはリキメルによってシチリア滞在中に暗殺された。
またネポスという名はダルマチアにおいて際立った権威を持つ一族に由来するかもしれない。ダルマティアにおいてはアエリア・ネポテス、アリア・ネポス、ユリウス・ネポス、ネポテスと四人の名が刻まれた貴族の記念碑が発見されている。またサロナにある教会の碑銘にもユリウス・ネポスが生まれる以前にネポスの名が既に使用されている。

## 生涯

### 台頭
ネポスは東方領土のローマ皇帝であるレオ1世の妻ウェリナの姪と結婚していた。したがってネポスはウェリナの義理の甥という立場にあり、ネポスのアグノーメンもラテン語で「甥」を意味すると考えられている。473年、西方領土のローマ皇帝グリケリウスと対立していたレオ1世は、自らの姻戚ネポスを西方領土の皇帝として宣言し、イタリアへ侵攻させた。ネポス軍の前にグリケリウスは為す術も無く投降し、サロナ市の主教としてダルマティアに追放された。グリケリウスを失脚させたネポスは、自身が義伯父の共同皇帝であると宣言し、ローマ皇帝フラウィウス・ユリウス・ネポス（Flavius Julius Nepos）として即位した。

### 再建への努力

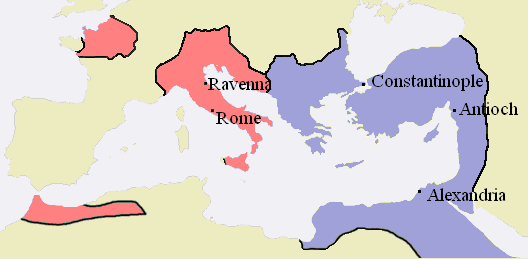
476年時点でのローマ帝国

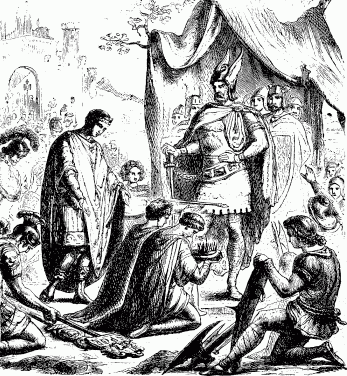
オドアケルに退位させられるロムルス・アウグストゥルス

皇帝として、ネポスは西方領土の残る領域（イタリア本土、ダルマティアを含むイリュリア、ガリア地方における幾つかの領土）を統合しようと試みた。ネポスは南ガリアからイベリアを占領している西ゴート王国と交渉を行い、西ゴート王エウリックと和平条約を締結する事に成功した。協定で帝国が維持する事が困難であった幾つかの都市を平和的に譲る代わりに、ガリア南東のプロヴァンス地方に強固な支配権を回復させた。同様にサルディニアやコルシカ、アフリカを中心に地中海の制海権を脅かしていたヴァンダル王国のガイセリックとも交渉を行ったが、こちらは不首尾に終っている。ネポス即位前にレオ1世と不戦条約を結んでいたガイセリックは譲歩に応じなかった。
国内的には元老院との対立が悩みの種であった。一番の要因はネポスの後ろ盾だったレオ1世の存在で、西方領土の自主性を脅かされたと感じた元老院はネポスの即位に悪感情を抱いていた。また、ネポスを派遣したレオ1世も474年初頭に死亡しており、新たに東方領土で皇帝となっていたゼノンはウェリナらレオ1世の一族との確執からネポスを支持しようとはしていなかった。

### ダルマティア亡命
ネポスにとって命取りとなったのが、新たな軍務長官にフラウィウス・オレステスを指名した事であった。フン族の王アッティラの重臣であったというオレステスは軍務長官に抜擢されると、475年8月28日に軍を率いて反乱を起こした。不意を突かれたネポスはラヴェンナを攻め落とされたが、辛うじて伯父の領地であったダルマティア地方へ海路を使って脱出した。オレステスは自らが皇帝を名乗ることはなく、息子ロムルス・アウグストゥルスが新たな皇帝になると宣言した。「小さな皇帝」を意味する名を持った12歳の少年は父オレステスの傀儡でしかなかった。東方皇帝ゼノンはロムルス・アウグストゥルスの即位を承認しなかった。従ってネポスは依然として皇帝としての身分を保ち、また伯父マルケリヌスと同じくダルマティアに強固な軍閥政権を確立した。
476年、オレステスと仲違いした傭兵団長オドアケルがオレステスを殺害して、その息子ロムルス・アウグストゥルスを退位させる事件が起きる。オドアケルはローマ元老院を通じてゼノンに西方帝位を返却し、その上で皇帝への忠誠と引き換えに自身の身分保障を求めた。ゼノンはロムルス・アウグストゥルスを正当な西ローマ皇帝とは認識していなかったので、オドアケルがロムルス・アウグストゥルスを廃位したことはゼノンにとっては正当な行為と思えた。ゼノンはロムルス・アウグストゥルスの廃位に功績のあったオドアケルに、報奨としてパトリキの地位およびイタリア本土を統治する法的権限を与えた。オドアケルの使者とゼノンの会見にはユリウス・ネポスも自ら同席したが、ゼノンはユリウス・ネポスを支持していなかったため、ネポスの顔を立ててネポスの権威も粗末に扱わないようにと助言するだけであった。ゼノンは一方のネポスへは西方領土を諦めるようにと告げた。オドアケルは忠誠の証として自らの支配権で新たに発行した金貨にネポスの名と肖像を刻印した。しかしネポスの身分はあくまでも形式的でしかなく、ネポスはダルマティア支配に専念する事になった。

### 暗殺
480年、ネポスは自らを警護する護衛兵の手によって暗殺された。詳しい時期については諸説があり、暗殺日については4月25日説・5月9日説・6月22日説の三つが挙げられている。ダルマティアのサロナ市にある宮殿に滞在している際、兵士によって刺殺されたという。この宮殿はディオクレティアヌスが建設した離宮と同じ建物であったかも知れない。実行者についてコムスはネポス軍の将軍オヴィダが裏切ったのではないかと記している。別の歴史家マルチュスはグリケリウスが加担していた可能性を指摘している。グリケリウスはネポスの臣下として暗殺時に宮殿の近郊に滞在していた。事実はともかくオヴィダはダルマティア総督としてオドアケルに承認されたが、後にネポス殺害を大義名分とするオドアケル軍に攻め滅ぼされた。オヴィダは殺害され、12月9日にダルマティアはオドアケル領に併合された。一方、グリケリウスはミラノ大司教として昇任された。これが一層にグリケリウスの関与を疑わせる要因になっている。

## ギャラリー

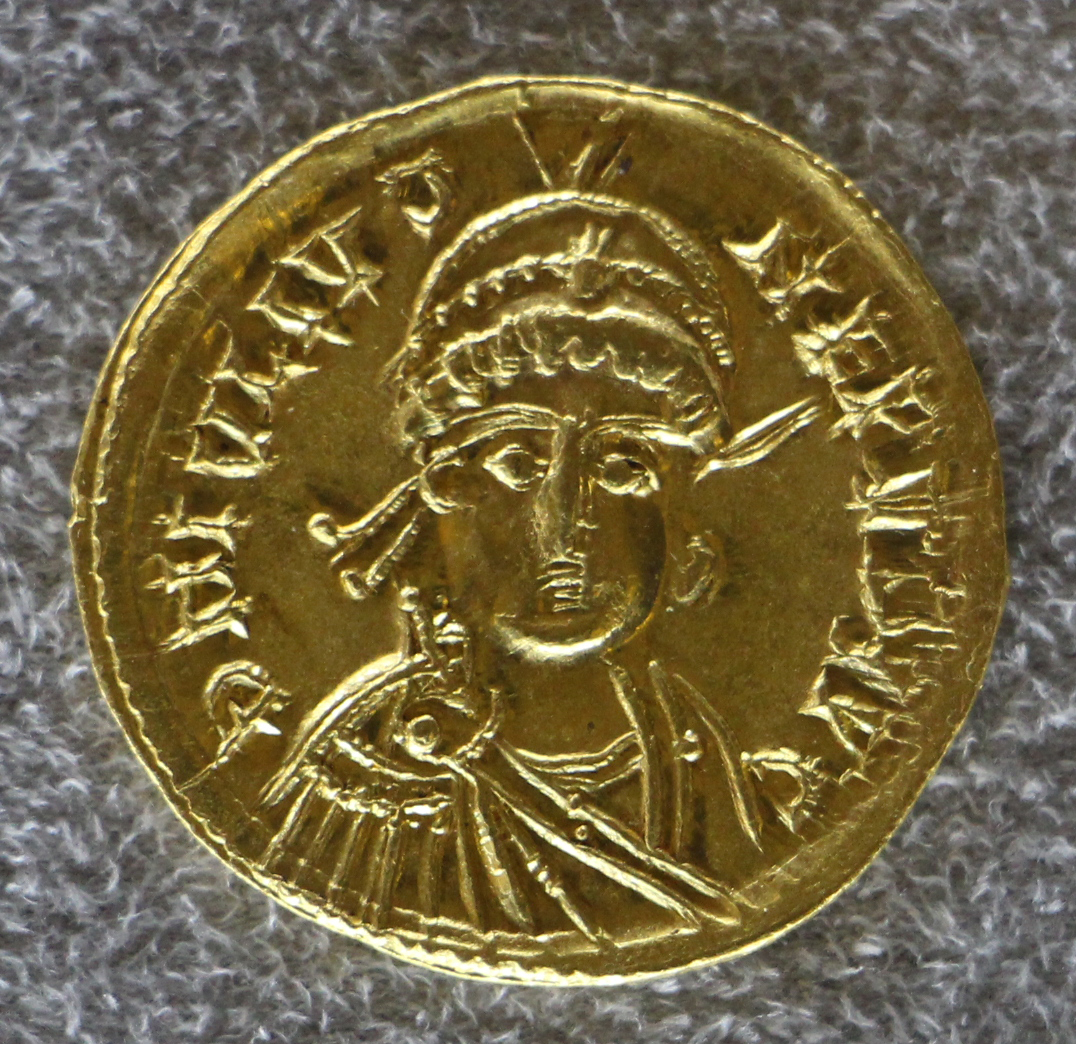
コイン
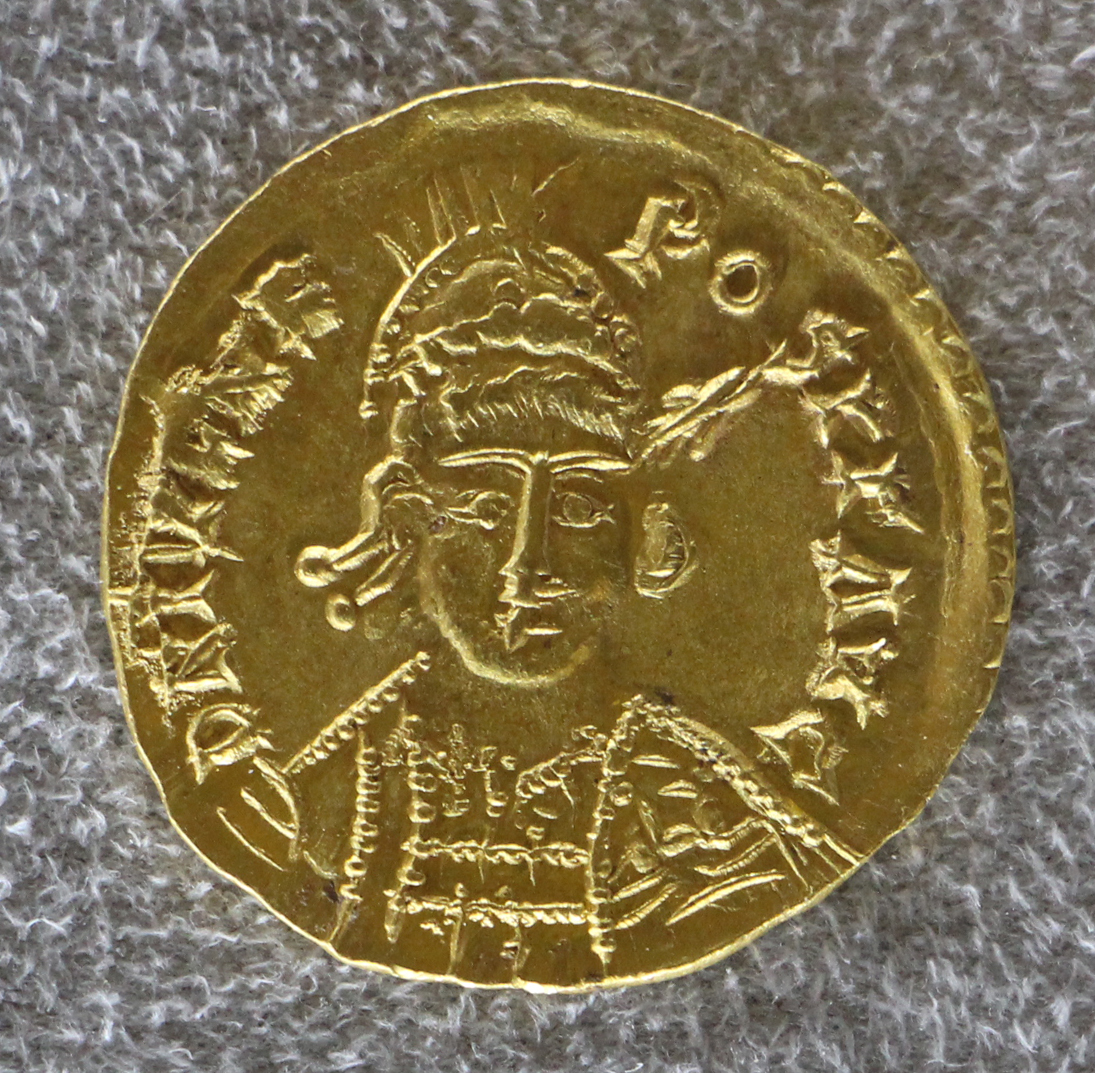
コイン
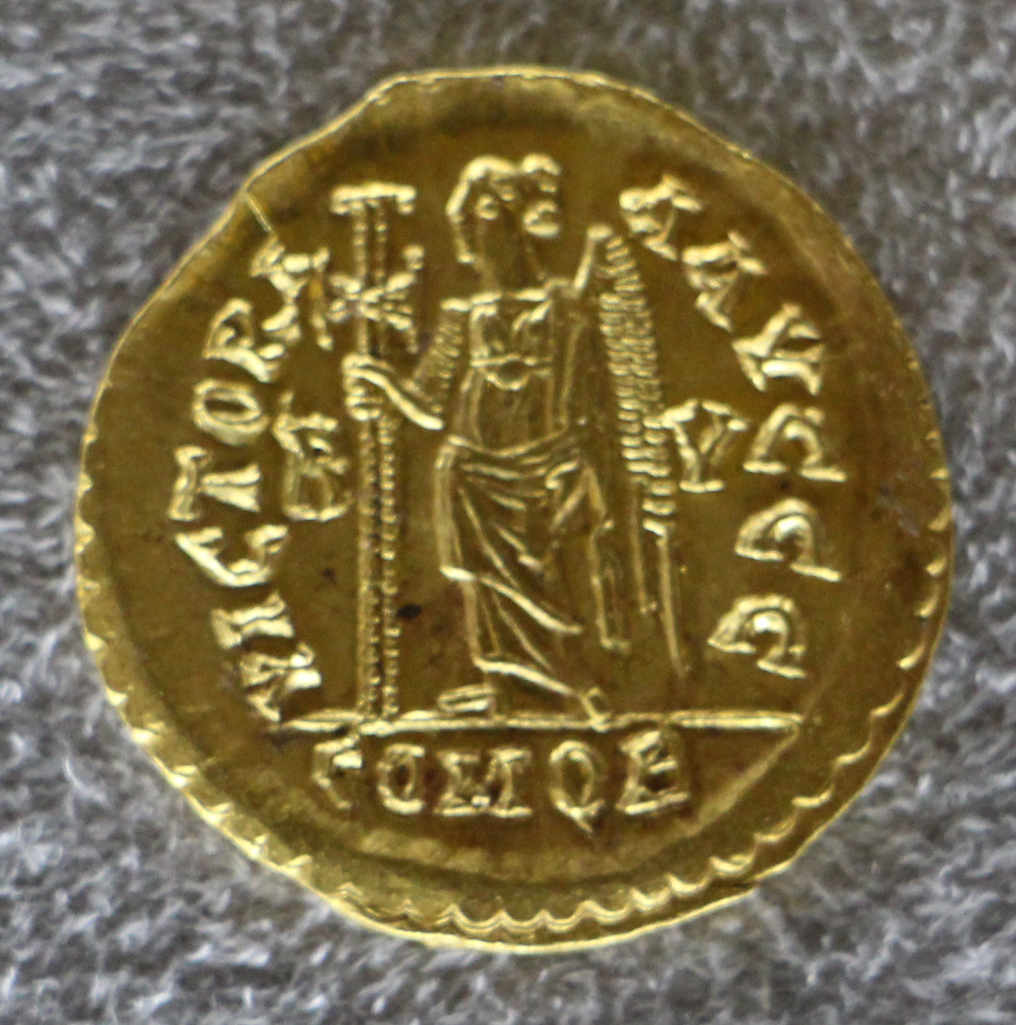
コイン
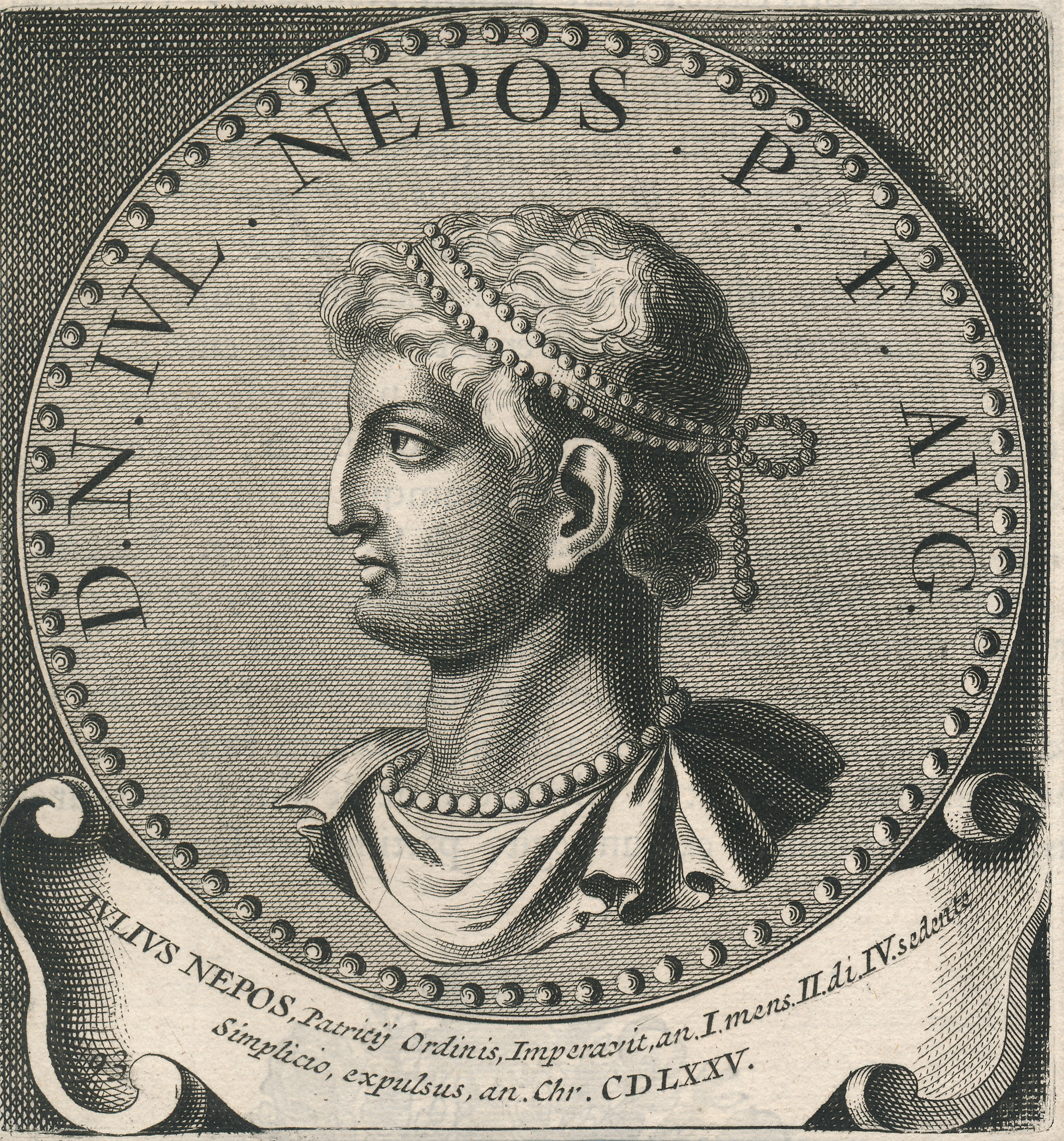
後世の版画

## 家系図
|  |  |  |  |  |  |  |  |  |  |  |  |  |  |              |              |              |              |              |              |  |  |                  |                  |                  |                  |                  |                  |                  |                  |                  |                  |                |                |                |                |  |  |                    |                    |                    |                    |                    |                    |  |  |          |          |          |          |          |          |  |  |  |  |
|  |  |  |  |  |  |  |  |  |  |  |  |  |  |              |              |              |              |              |              |  |  |                  |                  |                  |                  |                  |                  |                  |                  |                  |                  |                |                |                |                |  |  |                    |                    |                    |                    |                    |                    |  |  |          |          |          |          |          |          |  |  |  |  |
|  |  |  |  |  |  |  |  |  |  |  |  |  |  | マルケリヌス | マルケリヌス | マルケリヌス | マルケリヌス | マルケリヌス | マルケリヌス |  |  | マルケリヌスの妹 | マルケリヌスの妹 | マルケリヌスの妹 | マルケリヌスの妹 | マルケリヌスの妹 | マルケリヌスの妹 |                  |                  | ネポティアヌス   | ネポティアヌス   | ネポティアヌス | ネポティアヌス | ネポティアヌス | ネポティアヌス |  |  | ウェリナの兄弟姉妹 | ウェリナの兄弟姉妹 | ウェリナの兄弟姉妹 | ウェリナの兄弟姉妹 | ウェリナの兄弟姉妹 | ウェリナの兄弟姉妹 |  |  | ウェリナ | ウェリナ | ウェリナ | ウェリナ | ウェリナ | ウェリナ |  |  |  |  |
|  |  |  |  |  |  |  |  |  |  |  |  |  |  | マルケリヌス | マルケリヌス | マルケリヌス | マルケリヌス | マルケリヌス | マルケリヌス |  |  | マルケリヌスの妹 | マルケリヌスの妹 | マルケリヌスの妹 | マルケリヌスの妹 | マルケリヌスの妹 | マルケリヌスの妹 |                  |                  | ネポティアヌス   | ネポティアヌス   | ネポティアヌス | ネポティアヌス | ネポティアヌス | ネポティアヌス |  |  | ウェリナの兄弟姉妹 | ウェリナの兄弟姉妹 | ウェリナの兄弟姉妹 | ウェリナの兄弟姉妹 | ウェリナの兄弟姉妹 | ウェリナの兄弟姉妹 |  |  | ウェリナ | ウェリナ | ウェリナ | ウェリナ | ウェリナ | ウェリナ |  |  |  |  |
|  |  |  |  |  |  |  |  |  |  |  |  |  |  |              |              |              |              |              |              |  |  |                  |                  |                  |                  |                  |                  |                  |                  |                  |                  |                |                |                |                |  |  |                    |                    |                    |                    |                    |                    |  |  |          |          |          |          |          |          |  |  |  |  |
|  |  |  |  |  |  |  |  |  |  |  |  |  |  |              |              |              |              |              |              |  |  |                  |                  |                  |                  | ユリウス・ネポス | ユリウス・ネポス | ユリウス・ネポス | ユリウス・ネポス | ユリウス・ネポス | ユリウス・ネポス |                |                |                |                |  |  | ウェリナの姪       | ウェリナの姪       | ウェリナの姪       | ウェリナの姪       | ウェリナの姪       | ウェリナの姪       |  |  |          |          |          |          |          |          |  |  |  |  |
|  |  |  |  |  |  |  |  |  |  |  |  |  |  |              |              |              |              |              |              |  |  |                  |                  |                  |                  | ユリウス・ネポス | ユリウス・ネポス | ユリウス・ネポス | ユリウス・ネポス | ユリウス・ネポス | ユリウス・ネポス |                |                |                |                |  |  | ウェリナの姪       | ウェリナの姪       | ウェリナの姪       | ウェリナの姪       | ウェリナの姪       | ウェリナの姪       |  |  |          |          |          |          |          |          |  |  |  |  |

## 資料
- MacGeorge, Penny (2002). Late Roman warlords. Oxford University Press. ISBN 0199252440
- Chisholm, Hugh, ed. (1911). "Nepos, Julius" . Encyclopædia Britannica (英語) (11th ed.). Cambridge University Press.
- Ralph W. Mathisen, "Julius Nepos (19/24 June 474 – [28 August 475 – 25 April/9 May/22 June 480)"
- Arnold Hugh Martin Jones: The Later Roman Empire 284–602. A Social, Economic and Administrative Survey. 3 Volumes, Oxford 1964, S. 244 f. (Reprinted in 2 Volumes, Baltimore 1986).
- Martindale, John R. (ed.), Prosopography of the Later Roman Empire: Volume II A.D. 395-527, 1980
- R. W. Burgess, "From Gallia Romana to Gallia Gothica: the view from Spain" in Drinkwater, J.F. & Elton, Hugh (eds.), Fifth-Century Gaul: A Crisis of Identity?, 2002, pp. 19-27
- A. Kazhdan (ed.), The Oxford Dictionary of Byzantium, Oxford University Press, 1991
- O'Flynn, John Michael. Generalissimos of the Western Roman Empire
- Heather, Peter, "The Fall of the Roman Empire: a new history of Rome and the barbarians.", Oxford: New Oxford Press, 2007
- 尚樹啓太郎『ビザンツ帝国史』東海大学出版会、1999年。ISBN 4486014316。
- 松原國師『西洋古典学事典』京都大学学術出版会、2010年。ISBN 9784876989256。